# Die verrückten Reichen
Die verrückten Reichen ist eine französisch-deutsch-italienische Filmkomödie aus dem Jahre 1976 von Claude Chabrol mit einem internationalen Schauspielensemble, angeführt von Bruce Dern, Stéphane Audran, Jean-Pierre Cassel, Ann-Margret, Maria Schell, Charles Aznavour und Curd Jürgens. Der Geschichte liegt der Roman „Le Malheur fou“ von Lucie Faure zugrunde.

## Handlung
Claire de la Tour Picquet, Angehörige der Pariser Oberschicht, arbeitet als Pressesprecherin ihres amerikanischen Ehemannes, des Schriftstellers William Brandels. Beide gehören der gelangweilten Kulturschickeria der französischen Hauptstadt an und bewohnen ein von Kunst und teurer Einrichtung überfrachtetes, todschickes Appartement, in dem sogar noch genug Platz für Claires jüngere Schwester Nathalie ist. Ein überdrehtes, leicht hysterisches und ausgesprochen schlecht kochendes Dienstmädchen namens Gretel, das auch dem übermäßigen Alkoholgenuss auf Kosten der Herrschaft frönt, rundet das Bild einer dekadenten Welt der „Verrückten Reichen“ in diesem Mikrokosmos ab. Da sich William Claires Meinung nach zu wenig um sie kümmert, beginnt sie noch während einer Preisverleihung in der Villa seines Verlegers Jacques Lavolet eine Affäre mit ebendiesem. Jacques Partywelt der gelackten Schönen und blasierten Pseudointellektuellen, die sich vor Ort bevorzugt boshaften Lästereien hingeben und deren Gesprächsthemen sich zumeist um Geld, Gerüchte, Sex, Indiskretionen und Intrigen drehen, wirkt wie ein Panoptikum der Selbstverliebten, deren einziges Thema letztlich sie selbst sind.
Als Claire, die zunächst glaubte, dass Jacques auch noch andere Geliebte hat, mit Hilfe eines Privatdetektivs entdeckt, dass William sich gleichfalls anderweitig umschaut und eine Liaison mit der italienischen Übersetzerin seiner Werke, der attraktiven Charlie Minerva begonnen hat, wird sie rasend eifersüchtig und beginnt sukzessive durchzudrehen. Zunächst versucht Claire, räumliche Distanz zwischen ihrem derzeit unter einer Schreibblockade leidenden Gatten und seiner Geliebten zu schaffen, in dem sie mit ihm aufs Land zieht. Doch die zerrüttete Ehe, die nur noch nach außen hin, der puren Form halber, aufrechterhalten wird, kann auch dieser Schritt nicht mehr retten. Im Gegenteil, beider Beziehung erweist sich nur noch als Lebenslüge. Bald treten immer neue Geheimnisse zu Tage, etwa dass die Schreibblockade ihres Gatten dazu geführt hat, dass seine Geliebte Charlie Williams Texte verfasst, dass Jacques tatsächlich noch andere Frauen beglückt und dass das „Unschuldslämmchen“ Nathalie ein kleines Flittchen ist, das Claire auf der Nase herumtanzt. In Claire, die in einem halluzinatorischen Wahn allmählich den Verstand zu verlieren droht und zur ausgewachsenen Neurotikerin mutiert, reifen allmählich Mordgelüste heran …

## Produktionsnotizen
Die verrückten Reichen entstand zwischen November 1975 und Januar 1976 in Paris und Umgebung und wurde am 23. Juni 1976 in Paris uraufgeführt. Die deutsche Premiere fand am 26. August 1976 statt, deutsche Fernseherstausstrahlung war am 29. August 1996 im ZDF.

## Synchronisation
| Rolle                     | Darsteller         | Synchronsprecher |
| ------------------------- | ------------------ | ---------------- |
| William Brandels          | Bruce Dern         | Klaus Kindler    |
| Claire de la Tour Picquet | Stéphane Audran    | Helga Trümper    |
| Jacques Lavolet           | Jean-Pierre Cassel | Fred Maire       |
| Charlie Minerva           | Ann-Margret        | Viktoria Brams   |
| Gretel                    | Maria Schell       | sie selbst       |
| Juwelier                  | Curd Jürgens       | er selbst        |
| Dr. Lartigue              | Charles Aznavour   | Erich Ebert      |

## Kritiken
Der Film erhielt überwiegend Verrisse. Man warf Chabrol vor, den satirischen Biss seiner vorhergehenden bourgeoisiekritischen Gesellschaftsanalysen verloren und stattdessen optische Opulenz und Klamauk abgeliefert zu haben. Chabrol selbst hielt Die verrückten Reichen für seinen schlechtesten Film. Nachfolgend einige Beispiele:
In der Zeit hieß es: „Der Bourgeois Claude Chabrol, der eine merkwürdige Haßliebe zu seiner Klasse pflegt, veranstaltet eine grelle Farce aus dem Leben der Pariser High-Society. Ehebrüche kreuz und quer, dazwischen seichtes Partygeschwätz, viele schöne Großaufnahmen von Stéphane Audran, ausgestopfte Tiere und kurze Traumfragmente von Gattenmord und Kastrationsangst. Maria Schell, Curd Jürgens, Tomas Milian und Charles Aznavour absolvieren skurrile Kurzauftritte in dieser selbstgefälligen, zusammenhanglosen Horrorshow, die den Regisseur Chabrol völlig ratlos zeigt. (…) ‚Folies Bourgeoises‘ hätte vielleicht eine böse Groteske werden, können, doch dazu fehlt die satirische Schärfe.“
Auf Cinema-online ist zu lesen: „Trotz einer gewissen Eleganz ist die Komödie deutlich vom Produktionsstreß gezeichnet: Claude Chabrol (‚Biester‘) drehte in zwei Sprachen, aber weder die französische noch die englische Fassung hat den richtigen Biß. Auch läßt sich die Komödie allzuoft von ihrer eigenen Opulenz gefangen nehmen.“
Das Lexikon des Internationalen Films urteilt: „Ein unterhaltsamer filmischer Bilderbogen, in dem Claude Chabrol die Dekadenz einer bourgeoisen Gesellschaft als elegante Komödie inszeniert. Dabei gerät er des öfteren in die Nähe jener belanglosen Seichtheit, die er karikieren will.“